# Centre hospitalier universitaire vaudois
« CHUV » redirige ici. Pour les autres significations, voir CHUV (homonymie).
Le Centre hospitalier universitaire vaudois (CHUV) est le principal hôpital de Lausanne (Suisse). Avec près de 13 000 collaborateurs en 2023, le CHUV constitue la plus grande entreprise du canton de Vaud,.
Il est à la fois l'hôpital régional pour la population de l'agglomération de Lausanne, de ses environs, et l'hôpital tertiaire, le centre de référence spécialisé pour tout le canton de Vaud et une bonne partie de la Suisse romande. Le CHUV est l'un des cinq hôpitaux universitaires de Suisse (avec Bâle, Berne, Genève et Zurich).
Le CHUV est étroitement lié à la Faculté de biologie et de médecine de l’Université de Lausanne (UNIL) afin d’assurer la formation prégraduée et postgraduée dans les domaines médicaux, biomédicaux et infirmiers,. À ce titre, le Département de la formation et de la recherche est dirigé par le doyen de la Faculté qui gère ainsi les volets académiques des activités de l'institution.
En 2015, le CHUV a été nommé en tant que le meilleur hôpital en Suisse et le 35e meilleur hôpital du monde. Depuis 2015, le CHUV reste parmi les 10 meilleurs hôpitaux en Suisse, et parmi les meilleurs 50 hôpitaux dans le monde. En 2023, la revue américaine Newsweek a classé le CHUV parmi les 15 meilleurs hôpitaux dans le monde.

## Histoire

### Maison-Dieu et hospice de Villeneuve
Les origines du CHUV remontent au XIIIe siècle lorsque Aymon de Savoie, seigneur d’Agaune et du Chablais, fait construire la Maison-Dieu et l'hospice de Villeneuve en 1236. Hospice de bienfaisance, l’hôpital de Villeneuve accueille et nourrit les pauvres et les pèlerins. Au XIIIe siècle, il est fait état de 1100 hôtes quotidiens.

### Premier hôpital cantonal

L'Ancien hôpital de Lausanne (bâtiment actuellement occupé par le Gymnase de la Cité).

L'Hôpital Notre-Dame (ou Hôpital de la Vierge Marie, appelé plus communément Grand Hôpital), est construit à Lausanne entre 1277 et 1279, à la Cité-Dessous, actuel emplacement du bâtiment de la Mercerie du Gymnase de la Cité. Il est agrandi à plusieurs reprises, puis est reconstruit en 1766 sur le même site.
Racheté par le Conseil d'État en 1806, notamment grâce au produit de la liquidation de l'Hôpital de Villeneuve dont les activités ont cessé le 1er novembre de la même année sur décision du Grand Conseil, l’Hôpital Notre-Dame devient l’Hôpital cantonal de la mercerie. Il comporte une centaine de lits. Le nouvel hôpital voit cohabiter patients atteints de maladies graves, patients psychiatriques et détenus.

### Hospices cantonaux
La première loi sanitaire vaudoise, qui institue l’Hospice des aliénés, est promulguée le 18 mai 1810. Le décret relatif aux Hospices cantonaux fait état d’un Hospice cantonal, d’un Hospice des aliénés et d’un Établissement pour les incurables. Les trois établissements naissent au lieu-dit du Champ de l'Air, à la rue du Bugnon, à Lausanne. Selon le texte du décret, l'Hospice cantonal soigne les personnes atteintes d'une maladie grave dont le traitement est difficile mais laisse un espoir de guérison, l’Hospice des aliénés soigne les patients atteints d'une maladie psychiatrique dont l'état devient pénible et dangereux pour leur famille et pour la société mais dont la guérison est probable, et l'Établissement pour les incurables héberge les personnes atteintes de maladies graves réputées incurables et dont la présence à la maison devient un objet de dégoût ou de danger.
L'ancien hôpital situé à Cité-Dessous, que les détenus avaient quitté en 1826, subsiste jusqu’en 1874 avant d'être transformé en école secondaire en 1879.
En 1867, la décision est prise de transférer l’Hospice des aliénés du Champ de l’Air dans un nouvel établissement. L'Asile de Cery est inauguré en 1873.

### Hôpital cantonal du Bugnon

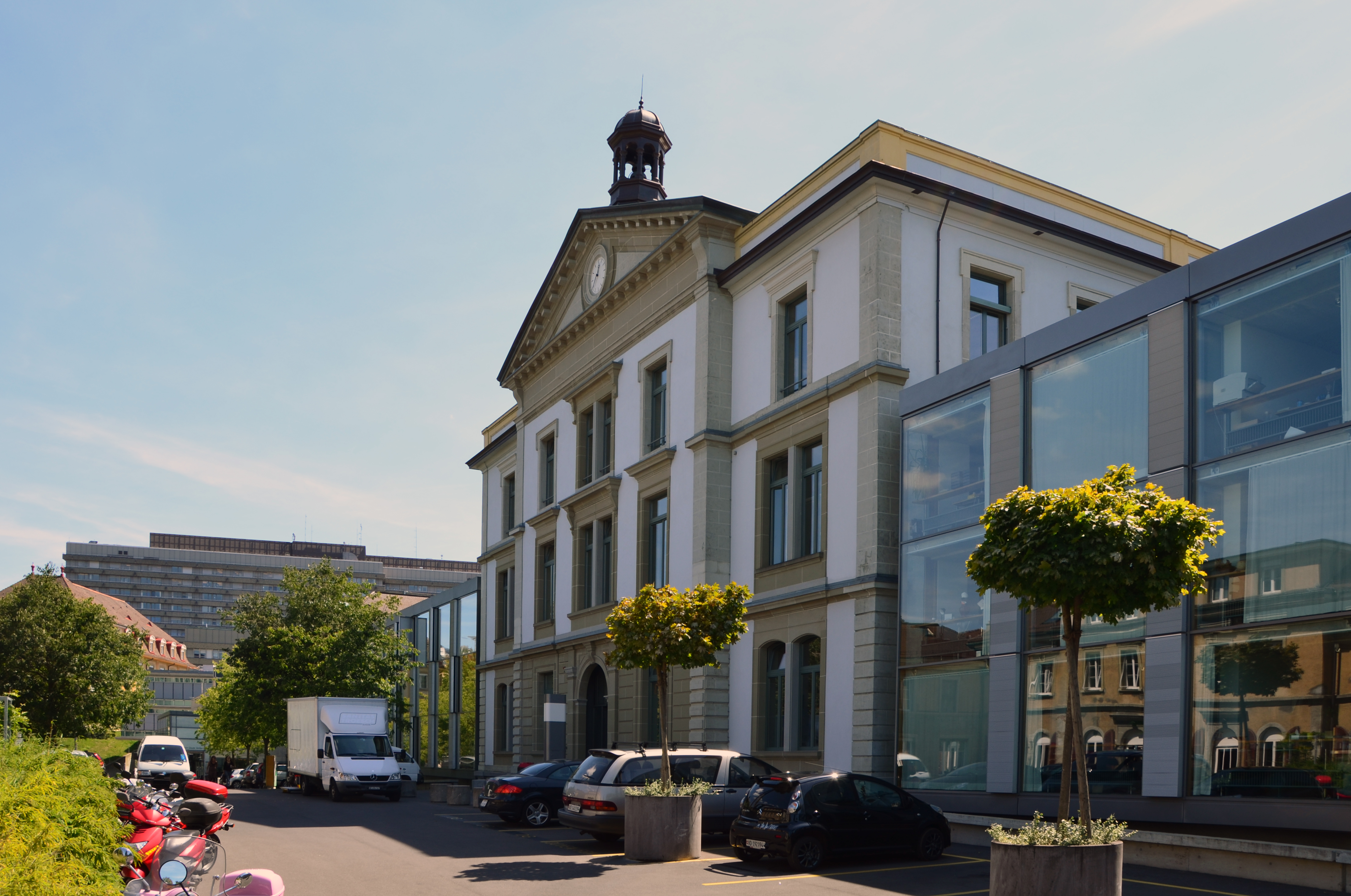
L'Hôpital cantonal de Lausanne (Rue du Bugnon 21), qui fut remplacé en 1982 par le bâtiment hospitalier principal visible au fond à gauche.

Le 20 février 1874, le Grand Conseil autorise la construction d’un nouvel hôpital cantonal au Champ de l’Air. Il est inauguré le 19 mars 1883 et prend le nom d'Hôpital cantonal du Bugnon. Il se compose de l’ancien bâtiment principal, du bâtiment dit du Château, ainsi que de quatre pavillons qui ont depuis été démolis. Il peut recevoir 470 malades. Les soins sont prodigués par des diaconesses de l'Institution de St-Loup jusqu’en 1956.
Le 15 mai 1884, le Grand Conseil transfère aux Hospices cantonaux la propriété de l'Hôpital de Cery avec ses dépendances (environ 35 ha) et de l’Hôpital cantonal du Bugnon.
En 1887, le professeur César Roux est nommé à la tête des deux départements de chirurgie de l'Hôpital cantonal.

### Hôpital universitaire
L'hôpital cantonal devient hôpital universitaire en 1890, avec l'inauguration de la faculté de médecine de l'Université de Lausanne.
Peu à peu, l'hôpital cantonal s'agrandit. En 1916 est inaugurée, grâce à l'action du professeur Adolphe Combe, la maternité et la clinique infantile, œuvre de l'architecte Georges Épitaux.  Puis en 1932 c'est au tour de l'Hôpital Sandoz, en 1933 le Pavillon Bourget, en 1935 l'Hôpital Nestlé (agrandi au début des années 1960), en 1942 l'institut d'anatomie pathologique et en 1947 le pavillon chirurgical.

### Cité hospitalière
Le concept d’une Cité hospitalière regroupant l’ensemble des services émerge dans les années 1950. Un plan d’extension cantonal est adopté par le Conseil d’État en 1961, qui délimite une zone destinée exclusivement à la construction d’établissements hospitaliers d’intérêt public. Il est suivi l'année d'après d'un Plan hospitalier cantonal.
La première pierre du nouveau bâtiment hospitalier de la Cité hospitalière est posée en 1971. Le nom de la Cité hospitalière devient par la suite Cité hospitalière vaudoise, puis (en 1975) Centre hospitalier universitaire vaudois. Le nouveau bâtiment hospitalier est inauguré en 1982. Il est totalement mis en exploitation en 1983. Il compte alors environ 1 200 lits. L'ancien hôpital cantonal fait toujours partie du site et accueille actuellement les bureaux de la Faculté de biologie et de médecine et l'administration de l'hôpital.
En 1989 est créée la Fondation du Centre pluridisciplinaire d'oncologie (CePO), installée dans les locaux du CHUV dans le cadre d'un renforcement de la collaboration avec l'Institut Ludwig pour la recherche sur le cancer.

### Services des Hospices cantonaux
En 1990, le Conseil d'État décide de regrouper, sous le nom de Service des Hospices cantonaux, les établissements sanitaires cantonaux (somatiques et psychiatriques), les instituts sanitaires universitaires et les écoles cantonales de formation aux professions de la santé. Il devient opérationnel en 1991. Deux ans plus tard, en 1993, la Loi sur les Hospices cantonaux est adoptée par le Grand Conseil. Elle donne un cadre légal aux missions de soins, d'enseignement, de recherche et de services incombant au Service des Hospices cantonaux. La même année, afin de favoriser leur collaboration dans le domaine de la santé publique et des Hôpitaux universitaires, les cantons de Vaud et de Genève créent l'Association Vaud-Genève. En 1996 est signée la convention cadre de collaboration dans le domaine hospitalier entre les cantons du Valais et de Vaud.
En 2000, la Fondation de l'Hôpital de l'enfance, Lausanne et le CHUV créent ensemble le Département de médecine et de chirurgie pédiatriques.

### Auxxiesiècle
En 2001, avec la création de la Haute école spécialisée santé - social de la Suisse romande, les écoles de formation aux professions de la santé sont séparées des Hospices cantonaux. En 2002, la Policlinique médicale universitaire (PMU), sise jusque-là à la rue César-Roux, est déplacée dans un nouveau bâtiment de la rue du Bugnon, en communication directe avec le bâtiment hospitalier principal. Ce déménagement permet un rapprochement du CHUV et de la PMU dans le cadre du Département universitaire de médecine et santé communautaires. En 2003, les facultés de médecine et de biologie de l'UNIL fusionnent en une Faculté de biologie et de médecine. En 2005 est créé le Conseil de direction UNIL-CHUV. Il est chargé des décisions communes aux deux institutions.
La Loi de 1993 sur les Hospices cantonaux est à nouveau modifiée en 2008. La dénomination CHUV couvre désormais l'ensemble de l'institution, regroupée depuis 2003 sous une direction unique. Les modifications légales introduisent en particulier l'adoption du plan stratégique par le Grand Conseil et la création d'un service d'audit interne.
En 2008, le CHUV reprend les activités de l'Hôpital orthopédique de la Suisse romande au sein d'un nouveau Département de l'appareil locomoteur. Il est constitué des services d'orthopédie et de traumatologie, de rhumatologie, médecine physique et réhabilitation et de chirurgie plastique et reconstructive.
En 2010, le Département des neurosciences cliniques est créé. Il a pour missions de fédérer les équipes de neurologie, neurochirurgie et de neuropsychologie et neuroréhabilitation, améliorer encore la collaboration avec l'UNIL, le Brain Mind Institute de l'EPFL et le centre d'imagerie biomédicale (CIBM) pour traiter de la manière la plus performante possible des maladies telles qu'Alzheimer, le Parkinson ou l'épilepsie.
En 2013, création du Département d'oncologie UNIL-CHUV, qui reprend notamment les activités cliniques du CEPO. Il vise à fédérer les compétences, les ressources cliniques et de recherche dans le domaine du cancer.
En 2017, création de deux nouveaux départements : le Département femme-mère-enfant (DFME) et le Département cœur-vaisseaux (DCV). Le DFME est issu de la réunification du Département de gynécologie-obstétrique et génétique médicale et du Département médico-chirurgical de pédiatrie. Son objectif: créer un trait d’union entre la femme et le nouveau-né et assurer un suivi des enfants de leur naissance à l’adolescence. Département thématique, le DCV réunit l'angiologie, la cardiologie, la chirurgie cardiaque, la chirurgie vasculaire et l’unité de cardiologie expérimentale pour poursuivre le développement du domaine cardio-vasculaire au CHUV.

## Direction
Le directeur général du CHUV :
- 2003-2008 : Bernard Decrauzat ;

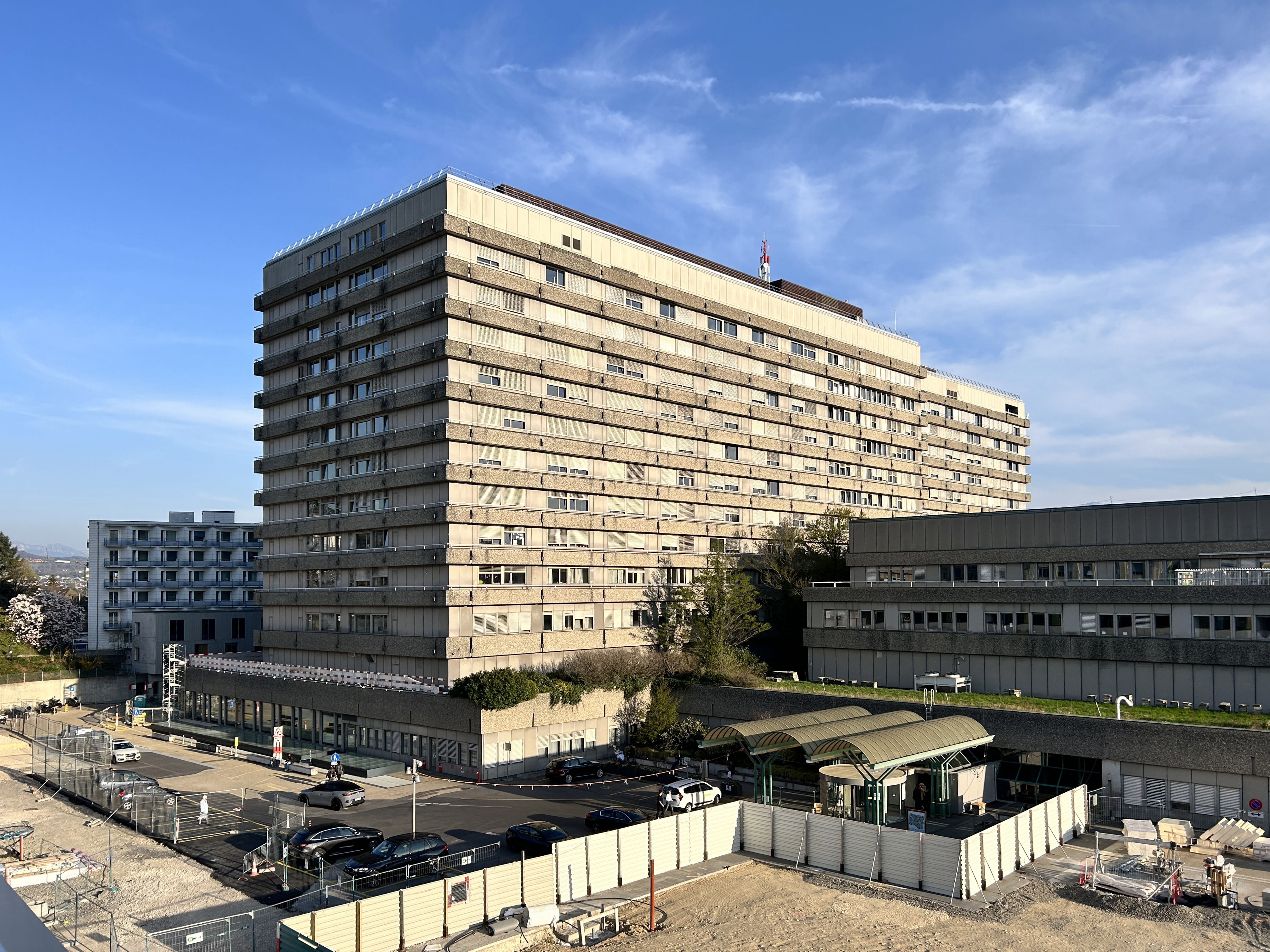
Le bâtiment hospitalier principal du CHUV

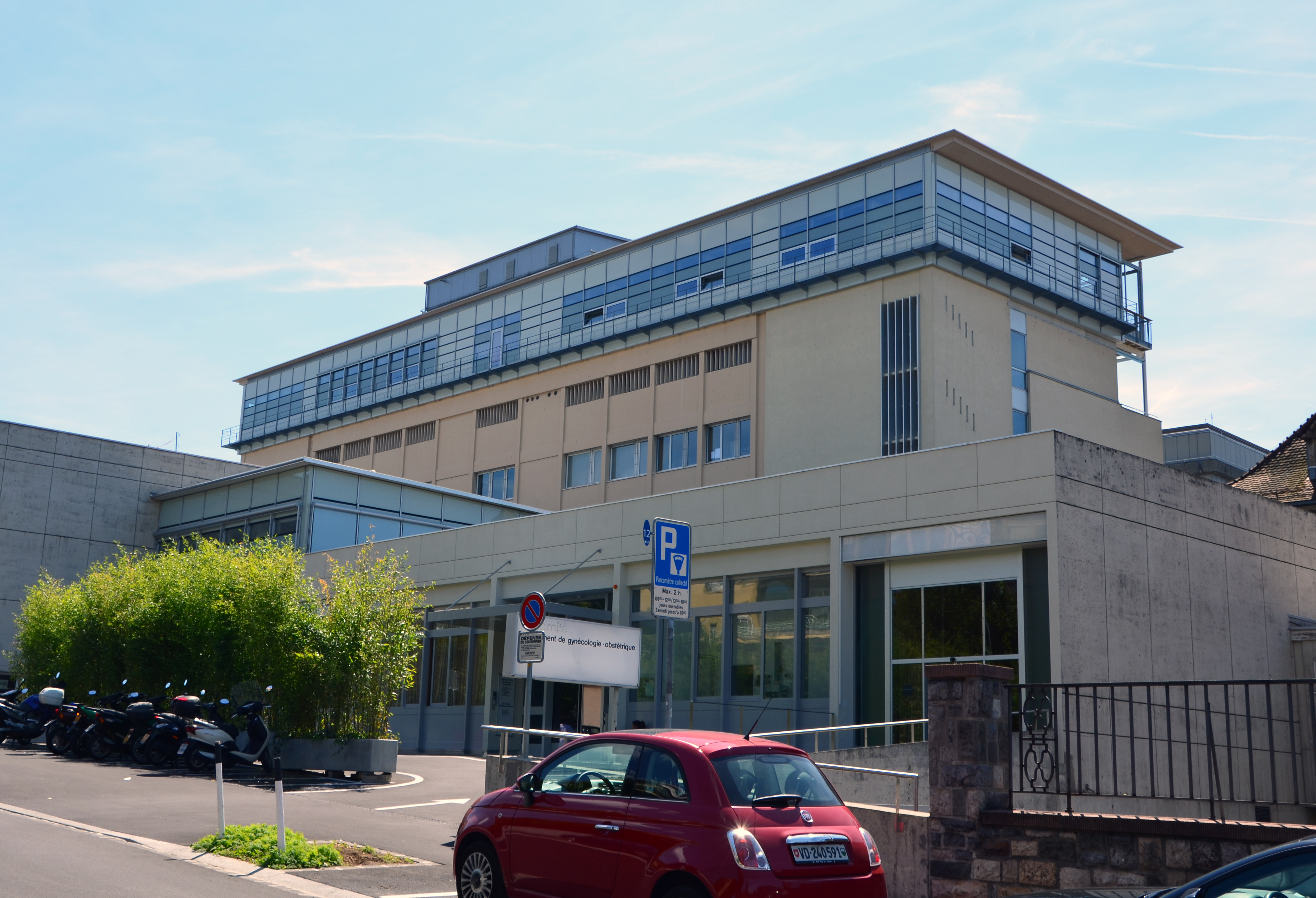
Le bâtiment de la Maternité qui abrite les Services de gynécologie, d'obstétrique et de néonatologie

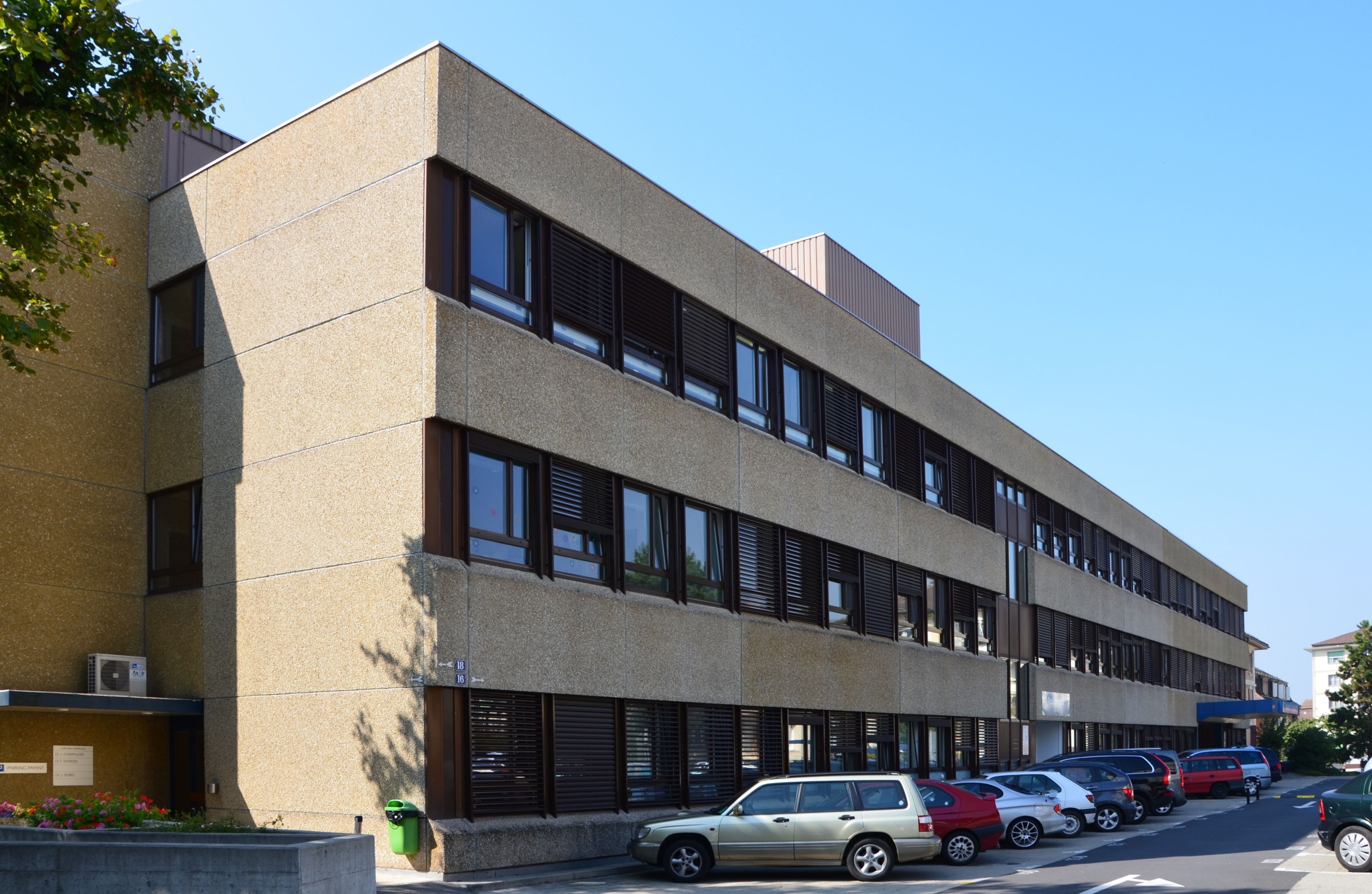
L'ancien bâtiment de l'Hôpital de l'enfance (qui a fermé ses portes en mai 2025)

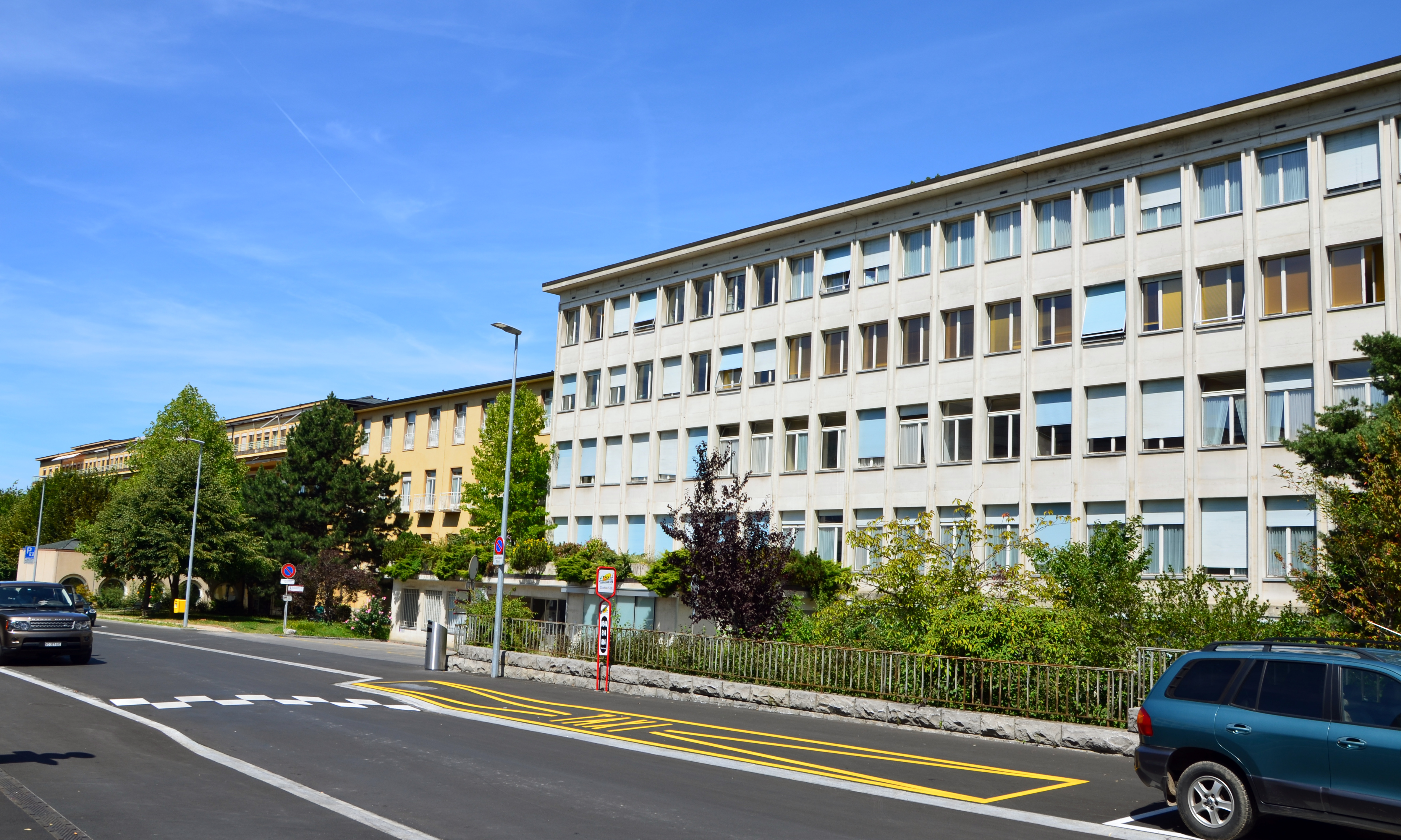
L'Hôpital Nestlé

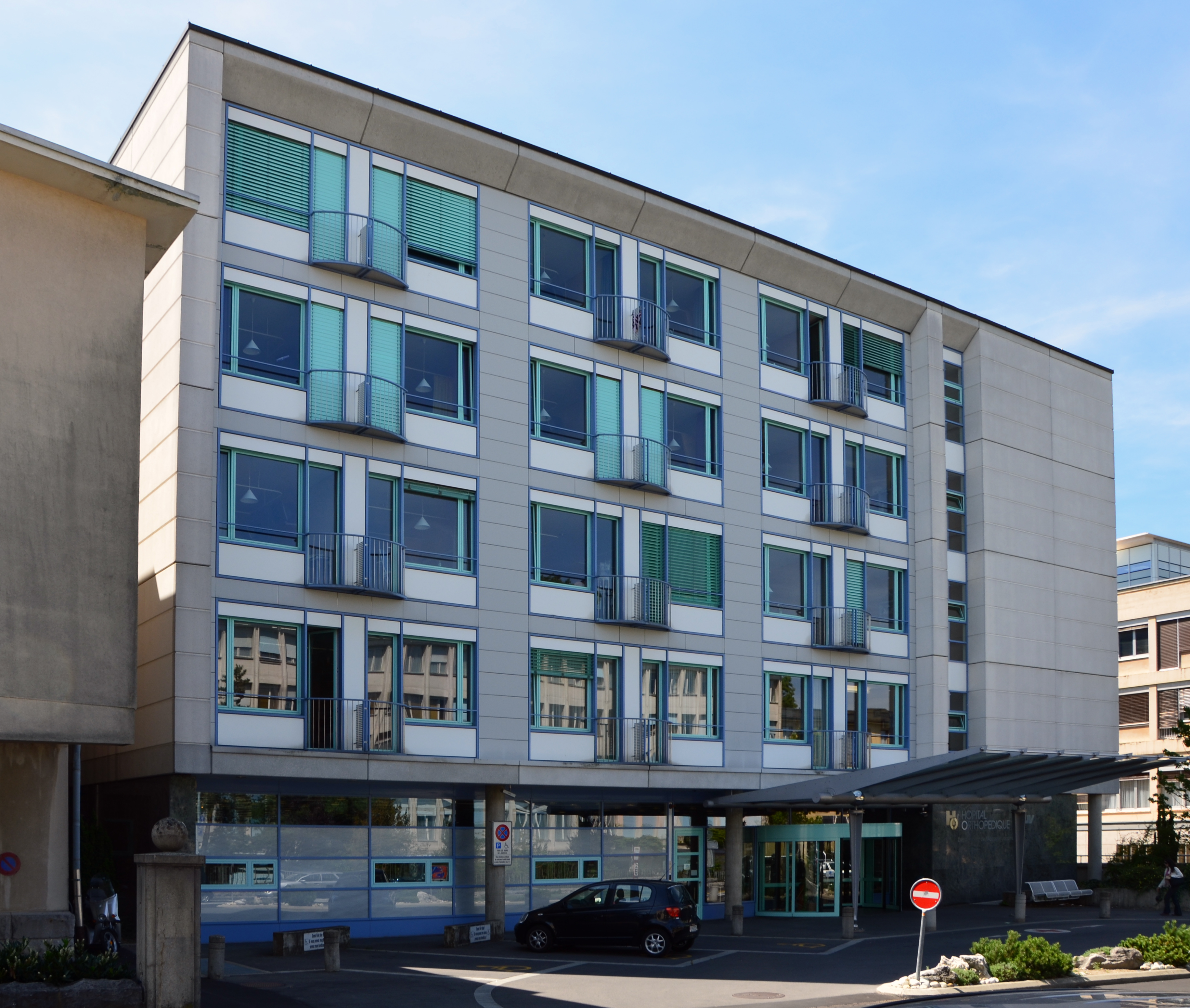
L'Hôpital orthopédique

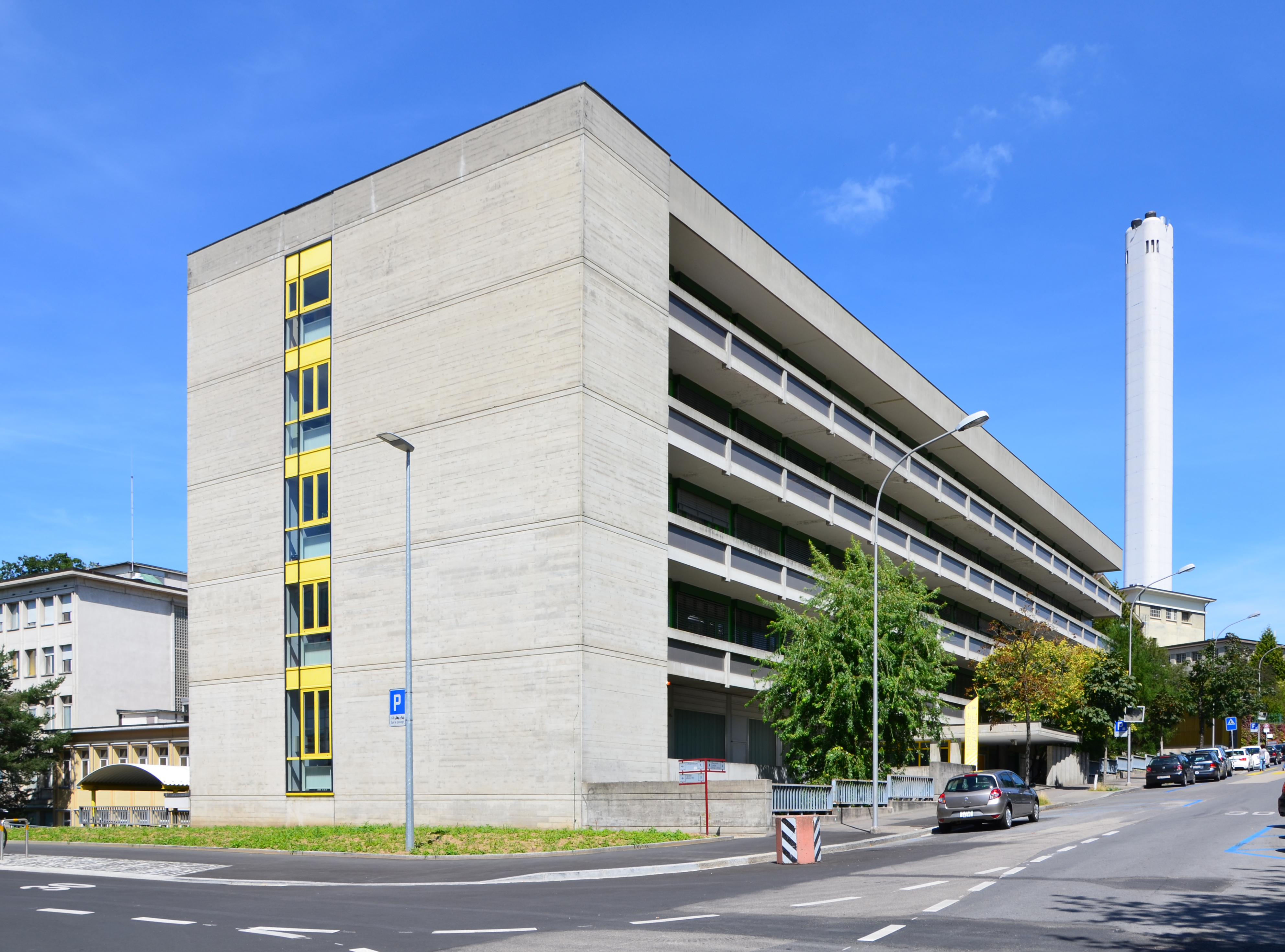
Le bâtiment du service de dermatologie et vénérologie

- 2008-2019 : Pierre-François Leyvraz ;
- 2020-2022 : Philippe Eckert ;
- 2023-2024 : Nicolas Demartines (ad intérim)[26] ;
- 2025- : Claire Charmet[27].

## Départements cliniques et médico-techniques
Le CHUV comprend treize départements cliniques, médico-techniques et académiques, auxquels s'ajoute l'établissement médico-social psychogériatrique de Gimel, :

### Département formation et recherche
Ce département a été créé dans le but de renforcer la collaboration entre l'UNIL et le CHUV et, plus généralement, la position de la place lausannoise dans le développement des sciences de la vie. Il réunit des unités dont l'activité est principalement dévolue à l'enseignement et à la recherche. Il assure la gestion des plateformes destinées aux activités universitaires.
La Bibliothèque universitaire de médecine (BiUM), jouxtant la cité hospitalière depuis 2019, intègre également ce département.

### Département de médecine
Le département de médecine accueille des patients présentant des pathologies spécifiques aux diverses spécialités médicales, dont une importante proportion arrive par le biais des urgences.

### Département de chirurgie et d'anesthésiologie
Le département de chirurgie et d'anesthésiologie regroupe les services dont la mission est la prise en charge chirurgicale et la gestion de la douleur.

### Département cœur-vaisseaux
Département thématique, le Département cœur-vaisseaux réunit l'angiologie, la cardiologie, la chirurgie cardiaque, la chirurgie vasculaire et l’unité de cardiologie expérimentale pour poursuivre le développement du domaine cardio-vasculaire au CHUV. Il vise à favoriser la continuité des soins pour les patients et améliorer les échanges entre professionnels.

### Département femme-mère-enfant (DFME)
Le Département femme-mère-enfant (DFME) assure un trait d'union entre la femme et le nouveau-né, ainsi qu'un suivi des enfants de leur naissance à leur adolescence. Il regroupe les Service de pédiatrie, de chirurgie de l'enfant et de l'adolescent, de gynécologie et d'obstétrique.

### Département demédecine et santé communautaires
Ce département identifie et résout les problèmes de santé de la population. Il privilégie l'utilisation de moyens collectifs pour prévenir les maladies et promouvoir la santé de l'ensemble de la population.

### Département de l'appareil locomoteur
Ce département a pour vocation de traiter les pathologies ostéo-articulaires, musculocutanées et des nerfs périphériques. Il accueille les patients souffrant de maladies liées au squelette, aux articulations et tendons, qu'elles soient d'origine dégénérative ou traumatologique.

### Département desneurosciencescliniques
Ce département a pour but d'offrir des prises en charge intégrées et efficaces adaptées aux patients souffrant de pathologies du système nerveux central et périphérique. Il regroupe les services de neurologie, neurochirurgie, neuropsychologie et neuroréhabilitation.

### Département d'oncologie
Le Département d'oncologie réunit la clinique et la recherche sur le cancer dans un esprit d'innovation. Il regroupe les services d'oncologie-médicale, de radio-oncologie, d'hématologie et l'activité de transplantation de la moelle osseuse du CHUV. Il intègre également le Centre Ludwig de l'Université de Lausanne pour la recherche sur le cancer, en particulier dans le domaine de l'immunothérapie.

### Département de radiologie médicale
Le Service de radiodiagnostic et radiologie interventionnelle s'occupe du diagnostic et du traitement médical des patients, basés sur l'image radiologique et les rayonnements ionisants.

### Département médecine de laboratoire et pathologie
Le Département médecine de laboratoire et pathologie effectue les prestations médicotechniques de laboratoire pour le CHUV et les clients externes, en intégrant les critères de qualité requis. Il offre également des conseils et un soutien aux cliniciens et promeut une utilisation rationnelle des examens de laboratoire.

### Département des centres interdisciplinaires et logistique médicale
Ce département regroupe des plateaux techniques (bloc opératoire central, centre d'endoscopie et stérilisation médicale), ainsi que le Service des urgences et le Service de médecine intensive adulte.

### Département de psychiatrie
Le Département de psychiatrie est composé de 10 services et de 4 unités départementales permettant la prise en charge des enfants, adolescents, adultes et personnes âgées souffrant de troubles psychiques. Il regroupe les secteurs psychiatriques Centre, Ouest et Nord du canton de Vaud et prodigue aux patients des soins aigus en milieu hospitalier, un suivi ambulatoire et un suivi dans les lieux de vie habituels. Depuis le 1er Août 2021 le chef du département est la Prof. Kerstin Von Plessen. Il est également directeur de l'Institut de psychiatrie légale. Il est secondé par les professeurs Friedrich Stiefel (chef du Service de psychiatrie de liaison) et Philippe Conus (chef du Service de psychiatrie générale). Messieurs Vincent Schneebeli, Luis Basterrechea, Madame Véronique Dutoit assument respectivement la direction des soins, la direction administrative et la direction des ressources humaines du département.
Les 10 services du Département de psychiatrie sont :
- le Service universitaire de psychiatrie de l'enfant et de l'adolescent (Prof. Kerstin von Plessen) qui est présent sur les secteurs sanitaires centre, nord et ouest du canton de Vaud. Il propose un dispositif de soins complet : consultations ambulatoires, pédopsychiatrie de liaison, urgences pédopsychiatriques, hospitalisation, centre de crise et centre de jour.
- le Service de psychiatrie de liaison (Prof. Friedrich Stiefel), situé sur la cité hospitalière du CHUV. Il répond aux demandes de prises en charge psychiatrique des patients hospitalisés au CHUV ou consultant à la Policlinique médicale universitaire (PMU). Il comprend également une unité d'accueil des urgences psychiatriques et le Centre vaudois anorexie boulimie (abC) qui prend en charge des patients présentant des troubles du comportement alimentaire (consultations et hôpital de jour à Lausanne : hospitalisation à l'Hôpital de St-Loup).
- le Service de psychiatrie générale (Prof. Philippe Conus). Il assure les soins psychiatriques hospitaliers pour la population adulte de 18 à 65 ans de l'agglomération lausannoise, sur le site de Cery, à Prilly. L'Hôpital de Cery compte une centaine de lits. Le service assure également des consultations ambulatoires aux Consultations de Chauderon, à Lausanne. Il est organisé en filières de soins spécialisées.
- le Service de médecine des addictions (Prof. Jean-Bernard Daeppen). Il assure les soins hospitaliers et ambulatoires pour les adultes des secteurs sanitaires centre et nord du canton de Vaud et remplit également différents mandats de l'Office fédéral de la santé publique
- le Service de psychiatrie communautaire (Prof. Charles Bonsack). Sa mission est de développer un pôle de psychiatrie sociale, orienté vers la communauté.
- le Service des troubles du spectre de l’autisme et apparentés (Prof. Nadia Chabane). Les structures rattachées au service comprennent notamment le Centre cantonal autisme, un Dispositif d’intervention précoce, une classe enfantine spécialisée - en partenariat avec le SESAF, une équipe mobile pour mineurs, des centres thérapeutiques de jour et une section de psychiatrie du développement mental.
- le Service universitaire de psychiatrie de l'âge avancé (Prof. Armin von Gunten), situé sur le site de Cery. Il assure les soins psychiatriques pour les personnes âgées de plus de 65 ans de l'agglomération lausannoise.
- le Service de médecine et psychiatrie pénitentiaires (Dr Didier Delessert), dont les collaborateurs interviennent dans les infirmeries des prisons vaudoises.
- le Centre de neurosciences psychiatriques (Prof. Chin Bin Eap), situé sur le site de Cery. Ses activités de recherche sont centrées, entre autres, sur les maladies psychiatriques comme la maladie d'Alzheimer, la schizophrénie, l'addiction aux drogues, les états d'anxiété, les conséquences d'un stress périnatal et la psychopharmacologie clinique.
- le Service de psychiatrie de l’adulte nord ouest, qui couvre les secteurs sanitaires nord et ouest du canton de Vaud. Il prend en charge des patients d’âge adulte. Il comprend deux hôpitaux situés à Yverdon-les-Bains et Prangins, des consultations, des équipes mobiles et une activité de liaison. Il est dirigé par le Dr Julien Elowe.

Les unités départementales du Département de psychiatrie sont :
- l’Institut universitaire de psychothérapie, qui poursuit et développe la tradition lausannoise relative à la pratique, à l'enseignement et à la recherche dans le domaine des psychothérapies.
- le Centre d'épidémiologie psychiatrique et de psychopathologie, actif dans la recherche et l'enseignement de l'épidémiologie psychiatrique et de la psychopathologie.
- l'Institut de psychiatrie légale, qui vise à créer un centre de compétence romand et national sur les liens entre la justice et la psychiatrie.
- le Centre de consultation Les Boréales, unité de prise en charge de la maltraitance intrafamiliale.

### EMS Soerensen-La Rosière
L'établissement est sous la direction de Jean-François Noble, psychologue. Il résulte de la fusion entre deux institutions, situées sur la commune de Gimel. À fin 2014, le site de la Rosière aura pour mission l'hébergement de long séjour. La mission du site de Soerensen sera d'héberger des personnes âgées ayant encore une bonne autonomie physique, mais avec des problèmes d'addiction ou psychogériatriques.

## Établissements affiliés

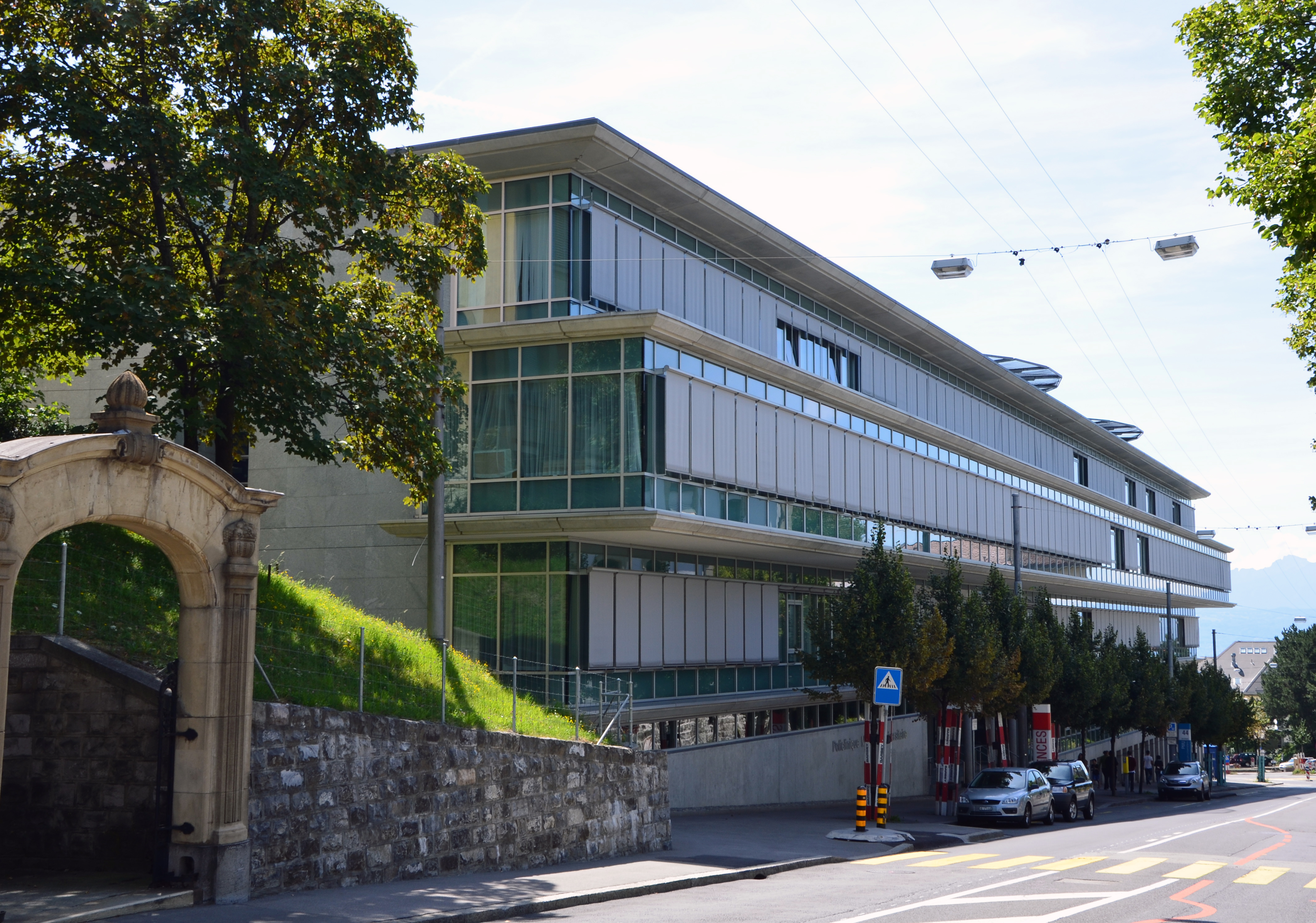
Le Centre universitaire de médecine générale et santé publique (Unisanté) qui comprend les urgences ambulatoires

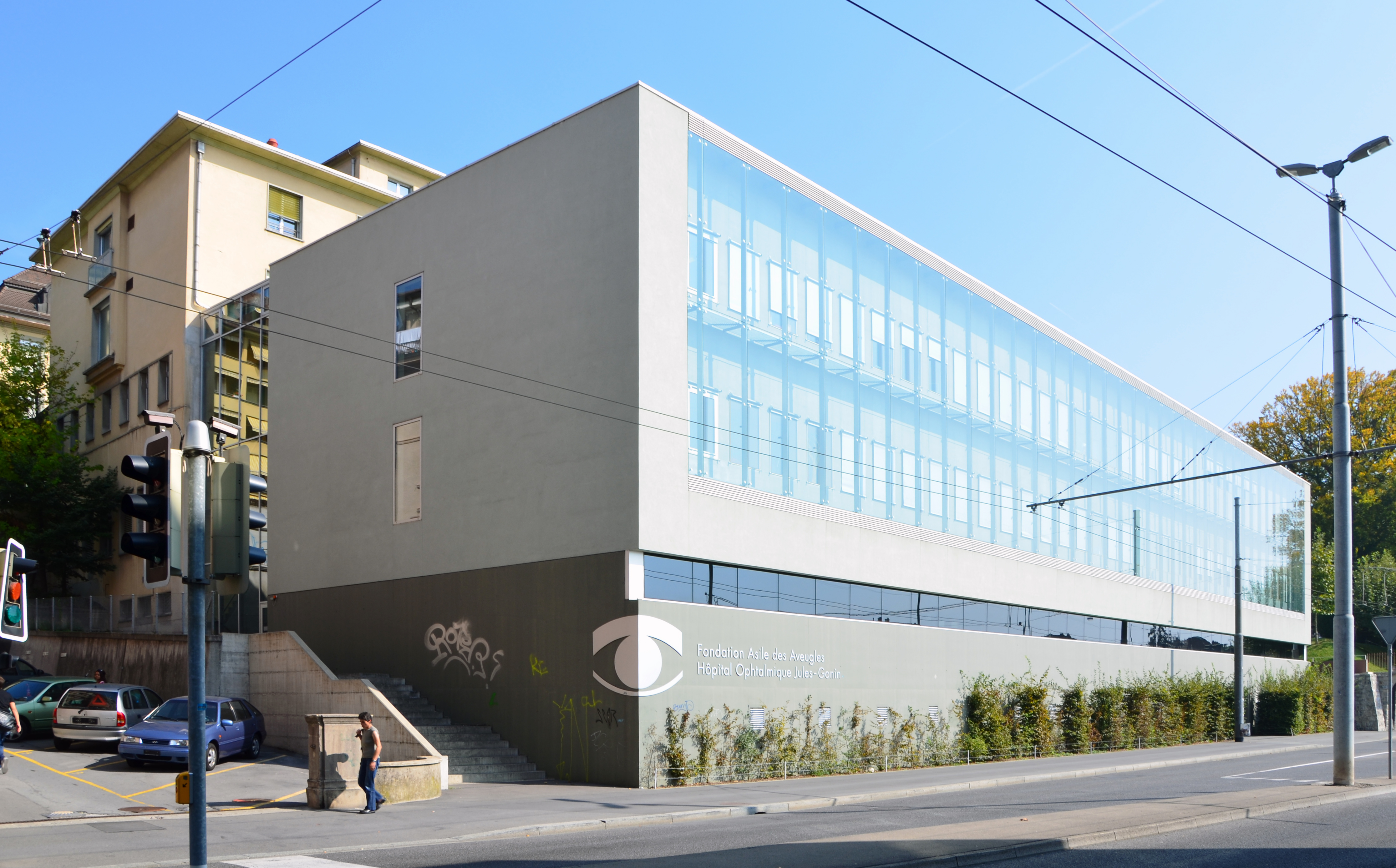
L'Hôpital ophtalmique Jules-Gonin

- Centre universitaire de médecine générale et santé publique (Unisanté), auparavant nommé « Policlinique médicale universitaire » (jusqu'à fin 2018)[40] ;
- Hôpital ophtalmique Jules-Gonin.

## Activité
|                                      | 2010   | 2011   | 2012   | 2013   | 2014   | 2015   | 2023   |
| ------------------------------------ | ------ | ------ | ------ | ------ | ------ | ------ | ------ |
| Patients hospitalisés                | 44 285 | 45 864 | 45 712 | 45 162 | 46 146 | 47 313 | 53 964 |
| Taux d'occupation moyen des lits (%) | 93.8   | 92.4   | 83.7   | 86,1   | 87,5   | 86,6   | 84,4   |
| Nombre d'urgences traitées           | 35 821 | 36 694 | 37 203 | 38 276 | 38 977 | 39 592 | 50 253 |
| Naissances                           | 2 757  | 2 654  | 2 792  | 2 993  | 2 996  | 3057   | 3154   |

N.B. L'introduction en 2012 du nouveau système de tarification par SwissDRG a entraîné une nouvelle manière de comptabiliser les durées d'hospitalisation, voire de compter le nombre de séjours. Cette modification a également des conséquences sur le calcul des taux d'occupation, qui sont en apparence d'environ 10-11 % inférieurs. De fait, la réalité de l'occupation des services n'a pas changé.

## Ressources humaines
En 2023, le CHUV comptait 12 675 collaborateurs, dont 67,9 % de femmes pour 10 185 emplois à plein temps et 100 nationalités représentées.

### Archives
Les archives du CHUV sont inscrites à l'inventaire des biens culturels d'importance nationale.